# Magazynowy system informatyczny
Magazynowy system informatyczny (ang. warehouse management system, WMS) – program do zarządzania ruchem produktów w magazynach, wykorzystywany w logistyce.

## Zastosowania
Rozwiązania typu WMS służą koordynowaniu prac magazynowych. Są to wysoce wyspecjalizowane systemy usprawniające wszystkie procesy, które zachodzą w magazynach. Mają one duże znaczenie przede wszystkim dla operatorów (usługodawców) logistycznych, obsługujących w swoich magazynach i terminalach codziennie dużą liczbę zróżnicowanych przesyłek, pochodzących od wielu nadawców i kierowanych do wielu odbiorców.
W firmach świadczących usługi logistyczne systemy WMS stanowią często technologię wspierającą działanie systemu zarządzającego ERP. Pomiędzy tymi systemami powinna funkcjonować sprawna wymiana danych, oparta na ujednoliconych standardach przekazywania informacji. Nowe klasy oprogramowania zapewniają zwykle obsługę zróżnicowanych danych w poszczególnych podsystemach informatycznych przedsiębiorstw i swobodne przenoszenie ich z modułu do modułu. To z kolei pozwala na całkowite automatyzowanie ruchu produktów w magazynach z wykorzystaniem oprogramowania WMS.

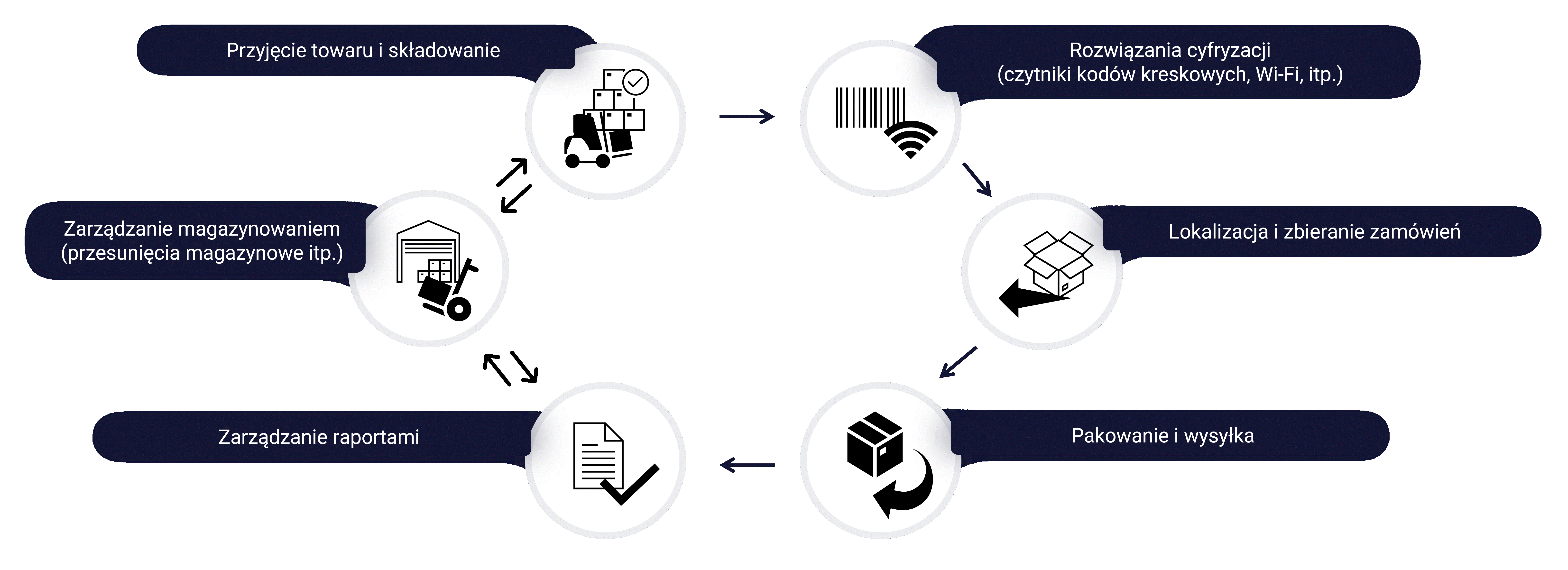
Przykład funkcjonalności WMS w dystrybucji

Niektórzy dostawcy systemów ERP oferują funkcjonalność WMS jako jeden z modułów integralnie wbudowanych w pakiet ERP lub obsługują ją częściowo w ramach modułów gospodarki magazynowej.
Warehouse Managment System (WMS) należy rozumieć przede wszystkim jako system zarządzania magazynem za pomocą dobrze skonstruowanych przepisów wewnętrznych i instrukcji pracy w nawiązaniu do procesów odbywających się na terenie magazynu, w pełni zsynchronizowanych z łańcuchem dostaw. Istotnym czynnikiem usprawniającym pracę na magazynie jest dobra organizacja pracy pomiędzy wewnętrznymi oddziałami i odpowiednie planowanie systemu dostaw. W celu skutecznego wprowadzenia WMS na magazynie, obowiązkiem wszystkich właściwych działów jest dostarczenie danych wejściowych za okres przeglądu lub w wyniku audytów, aby umożliwić skuteczne wprowadzenie przyszłych działań i ulepszeń. Dane zebrane w ten sposób pozwalają na nieustanną ewaluacje działań wew. magazynów i tworzenie lub poprawę istniejących procesów. 

## Funkcje systemów WMS
Szczególnym zadaniem realizowanym w ramach systemów WMS jest bezbłędna lokalizacja towarów w magazynie oraz kontrola przebiegu obrotu magazynowego. System dostarcza informacje dotyczące stanu magazynowego według wielu różnych kryteriów oraz umożliwia sprawną lokalizację każdej partii towaru i każdej pojedynczej przesyłki. W systemie WMS operator może wygenerować odpowiednią etykietę i oznaczyć nią jednostki towarowe lub w momencie przyjmowania towaru do magazynu przyjąć do systemu informacje zawarte na etykiecie nadanej jej wcześniej przez inny podmiot.
Za pomocą systemu WMS możliwa jest również kontrola ilościowa i asortymentowa przyjmowanego do magazynu towaru, np. pod kątem zgodności dostawy z dokonanym wcześniej zamówieniem. Systemy WMS doskonale sprawdzają się w centrach logistycznych, gdzie ruch towarów jest intensywny; w jednym czasie następuje zarówno przyjęcie towaru, jak i wysyłka – skoordynowanie ruchu towarów wymaga automatyzacji operacji zachodzących w systemie, przy możliwości skontrolowania ich prawidłowości w każdym momencie – bez konieczności żmudnego przeliczania partii towarów na regałach magazynowych.
Istotną rolę dla usługodawców logistycznych może stanowić możliwość planowania wysyłek z magazynu w taki sposób, aby zoptymalizować wykorzystanie posiadanych zasobów, a także skrócić czas magazynowania i obniżyć w ten sposób koszty „zamrożenia” kapitału obrotowego. Oznacza to, że system WMS można odpowiednio zintegrować z innymi systemami wykorzystywanymi przez przedsiębiorstwa w sferze logistyki.

## Przykłady systemów WMS
Przykładem i alternatywą dla WMS mogą być systemy zbudowane w oparciu o osobne oprogramowanie niż ERP, zdolne do nawiązania hybrydowego połączenia z istniejącym systemem ERP. Oprogramowania takie mogą używać tzw. IoT connectors (czyt. konektorów Internetu Rzeczy) do nawiązana połączenia z systemem ERP obsługującym w magazynie zadania logistyczne, ale będącym niewystarczalnym aby sprostać nieustannym zmianom, które wynikają z dynamicznego środowiska pracy w logistyce lub produkcji. Takie systemy zarządzania magazynem zwiększają możliwości operacyjne przedsiębiorstwa oraz poprawiają jakość procesów, poprzez modyfikowanie istniejących zasobów systemów ERP i tworzenie opcji dla nowych transakcji systemowych szybko dostępnych dla personelu magazynu. Modyfikacje mogą obejmować nowe rozwiązania dla cyfryzacji metod składowania w magazynie, jak m.in. poszerzenie możliwości systemu o wprowadzenie aplikacji służących do generowania kodów kreskowych.

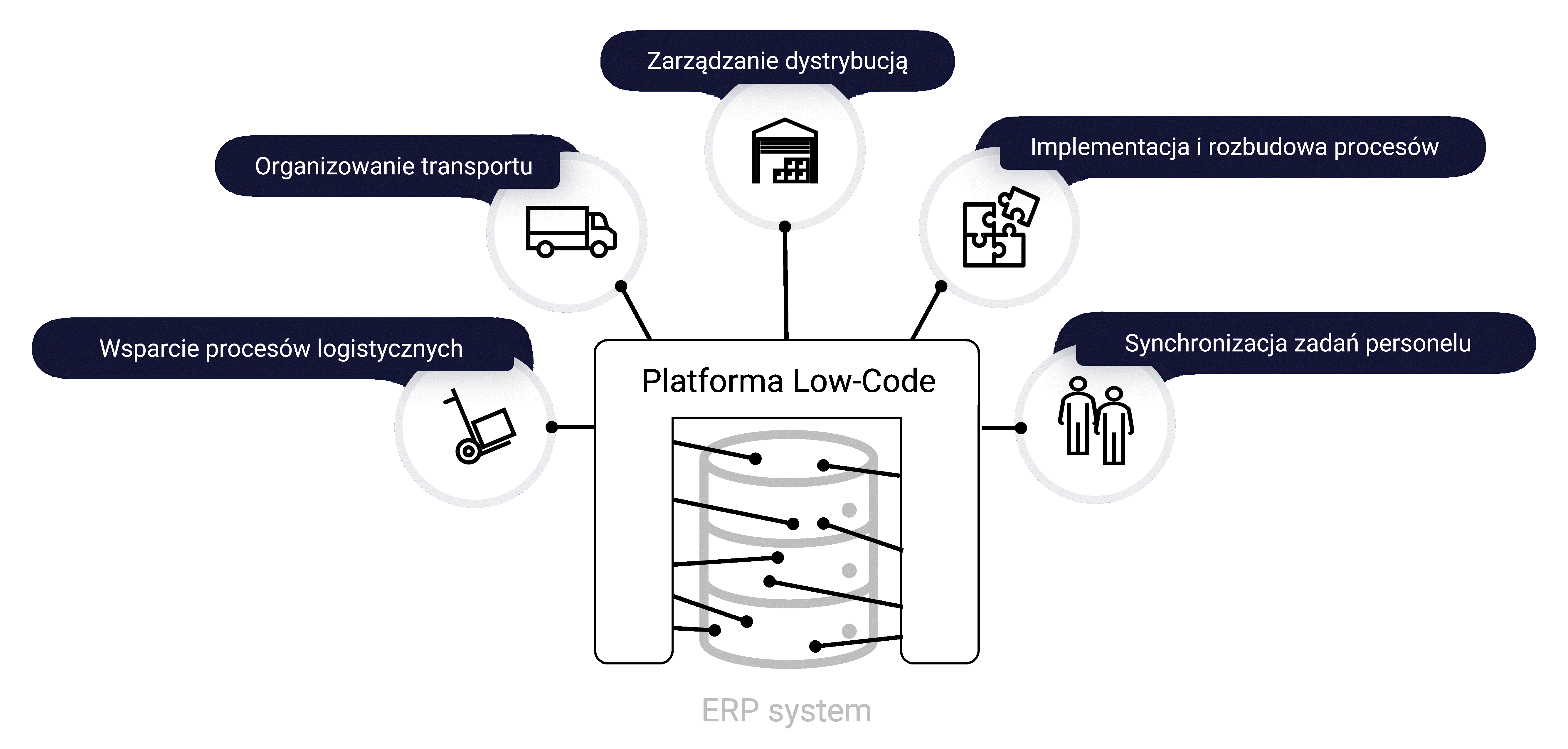
Platforma Low-Code jako alternatywa dla poprawy pracy systemów ERP

Nowatorskim rozwiązaniem wdrożenia WMS dla systemów ERP są oprogramowania tworzone w oparciu o platformy Low-code. Takie platformy oferują rozwiązania programistyczne umożliwiające zwiększenie wydajności systemów ERP przez kształtowanie procesów magazynowych przy wykorzystaniu cyfrowych modułów. Korzystanie z platform Low-code nie wymaga rozległej znajomości zagadnień programistycznych i umiejętności tworzenia aplikacji komputerowych. Ich istotną zaletą jest brak konieczności inwestowania w wysoko wykwalifikowany personel, w celu wprowadzenia cyfrowej modyfikacji istniejących procesów magazynowych w systemie. Obniżenie kosztów przedsiębiorstwa i brak potrzeb aranżacji obszernego systemu szkoleń wewnętrznych wpływa znacznie na ogólną poprawę jakości pracy w przedsiębiorstwie.